# Bubis
Els bubis, també coneguts com a Vooves, Poves, Bobes, Boobes, Boobees, Adeejahs, Adijas, Ediyas, Eris, Fernando Poanos o Fernandianos són un grup ètnic africà que viuen a l'illa de Bioko, a Guinea Equatorial. El seu nom prové del bubi amic, com muni, més al sud, i també s'anomenaven bocho o mondjo "persona". També són anomenats ediyas.
Llur origen i filiació racial encara no és determinada. Tesmann, basant-se en parentius no ben definits entre la llengua bubi i la dels galoa de les boques de l'Ogoue, els fa originaris d'allí i suposa que una emigració de sud a nord. La proximitat de les costes cameruneses i la semblança de l'idioma fa que d'altres els facin originaris d'ací.

## Origen del nom bubi
Originàriament els bubi es refereixen a si mateixos com la gent de la terra que hi ha entre els vius, i en bubi, la traducció varia segons les regions del regne Bubi:
- Nord - "bochoboche"; plural "bechoboche"
- Nord-est - "bosoboiso"; plural "besoboiso"
- Est - "boschosboricho"; plural "bachosboricho"
- Sud - "mochomorischo"; plural "bachoboricho"
- Sud-oest - "menchomoboncho"; plural "bandiobaboncho"[5]

## Costums
Les tradicions bubis conten que procedeixen del continent, de la zona compresa entre Batanga i Río Campo. Després d'una invasió de les terres continentals per altres tribus més nombroses (potser fangs), cap als segles XIV-XV i en quatre onades marxaren a l'illa en naus o kayukos i s'internaren a les muntanyes, raó per la qual no són gaire costaners.
Aquest sentit de la independència, l'escàs nombre d'habitants i un context exuberant de riquesa natural els ha donat una concepció pròpia a llur organització, molt diferenciada de la d'altres africans.
Vivien en cabanes rectangulars de fusta, bambú i fullaraca, agrupats en besés (poblats) envoltats d'estaques, sense finestres ni xemeneia. Vestien amb eslips de pell de mico, i es tatuaven o es pintaven el cos. Bevien tupe (suc de palma), empraven com a moneda les meribü (cloïsses) i recitaven siatta (contes) com a refugi de llur història i tradició. Militarment, el rei disposava d'un lojua, exèrcit organitzat amb mochika (llances de fusta). El matrimoni es feia per compra, però el casament es feia amb grans cerimònies, i la dona tenia baixa condició.
En les danses hi havia separació de sexes. Els nens s'emancipaven quan volien, però les nenes podien ser venudes. Celebraven algunes festes amb ostentació de riquesa i on es convidava molta gent. Quan morien, si eren pobres eren enterrats amb fulles d'arbres, i si eren rics, amb tots llurs abillaments, asseguts o abraçats a un tronc, amb alguns sacs d'arròs.

Bandera de la Unió Bubi

## Organització interna
Formen dos grans grups: baloketos i batosimbas o baeles, que comprenien els subgrups bokoko, babioma, balosube i bahitari. Per ells el poder polític i el poder religiós són units en la mateixa persona. Aquest poder el deté tradicionalment els baloketo, i entre ells els bahitari són l'elit de poder a l'illa. Mantenen una estructura completament jerarquitzada amb moltes categories.
Antigament, tots els bubis reconeixien l'autoritat d'un cap suprem anomenat malabbo o moka, que residia a Dibidi, però que en el 1920 ja no era obeït i només hi influïa el segon o bioko, que vivia al poblat de Bosara. Es dividien en 37 districtes o besé, envoltats per estaques i cadascun d'ells comandat per un botuku:
- Nord: Basilé, Banapá, Besapú i Rebola.
- Est: Baney, Basuala, Basakato, bariobe, Bakake, Bilelepá, Bantabari, Boloko, Balachalacha, Bolobe, Bepepe, Kutari, Riasaka, Kodda, Moka i Sas.
- Oest: Basuypu, Botinós, Duplapla, Basakato, Risule, Boobe, Moeri, Oloitia, Riakño, Rilaja, Musola, Ombori, Balachalacha, Batete, Bokoko i Bualotokolo.
- Sud: Ureka.

## Religió
El seu sistema religiós comptava amb un esperit suprem, Rupé, i una jerarquia d'esperits en tres categories:
- Els amos de l'illa, Djiva i Bisila, home i dona, que donaven poder al rei. Tenen fills o morimo, esperits purs no encarnats a qui fan sacrificis de cabres, gallines, micos (caps i ossos) per tal d'evitar turmentes, malalties i altres calamitats.
- Els esperits dels difunts. No se'ls venera, però se'ls dona culte. Aquests esperits protegien al botuku (cap tribal), sempre un bahitari, a qui atorgaven el poder de beneir les collites, de donar fecunditat, d'evocar els esperits i preveure esdeveniments. A vegades escollien altres persones perquè ajudessin el cap. Aquest, abans de morir, nomenava un successor, sempre de la família, però no necessàriament el fill gran, i també dona; les altres famílies pagaven un tribut al cap.
- Els esperits dolents purs i els esperits dels difunts que poden fer el mal si s'ho proposen.

Cada poble té un esperit protector, així com cada família i cada persona. Tot nounat era envaït per un esperit del clan, qui així volia ajudar els seus. La mare és només el camí, el pont que els esperits han escollit per portar una nova vida a la família. La paraula "el meu fill" no existia, sinó el "fill del clan”, forma que nega tota possessió maternal.

## Economia
Tot i que eren exogàmics, han recorregut a l'endogàmia per conèixer el llinatge. No intervenien en l'agricultura intensiva del cacau, raó per la qual contractaren obrers nigerians. Ells roturaven petites parcel·les al bosc, que abandonaven als dos o tres anys quan s'esgotaven, amb aixades de fusta fetes per dones. Els homes desbrossaven el terra, que es parcel·la per famílies i on les dones sembren hortalisses i tubercles (iuca, nyame, malanga, etc.). Els homes cacen i pesquen amb trampes i llances. L'artesania de cistells i atuells és mixta.

## Líders bubi històrics

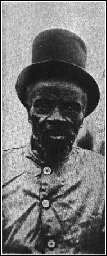
Rei Malabo

Dinastia Bamöumá
- Mölambo (1700-1760)
- Loríité (1760-1810)
- Löpóa (1810-1842?)

Dinastia Bahítáari
- Möadyabitá (1842-1860)
- Sëpaókó (1860-1874 o 1875)
- Moka (1875-1899)
- Sás-Ebuera (1899-1904)
- Malabo Lopelo Melaka (1904-1937)